# Bayerischer Filmpreis
Der Bayerische Filmpreis wird seit 1980 jährlich von der Bayerischen Staatsregierung für hervorragende Leistungen im deutschen Filmschaffen verliehen. Nach dem Deutschen Filmpreis ist er die höchstdotierte Auszeichnung für Kinofilme in Deutschland. Die Preisverleihung findet im Rahmen einer Gala im Münchner Prinzregententheater (seit 2005) oder Cuvilliés-Theater (davor und 2009) statt und ehrt Filme, die in den vorangegangenen Kalenderjahren fertiggestellt wurden. Sie wird vom Bayerischen Rundfunk produziert und live im BR Fernsehen ausgestrahlt.

## Auswahlverfahren
Eine elfköpfige Jury wird von der Bayerischen Staatskanzlei für drei Jahre berufen. Diese unabhängige Jury gibt Empfehlungen für die Preise nach künstlerischer Qualität ab. Neben der Jury können auch die länderübergreifenden Verbände und Einrichtungen des deutschen Films (unter anderem Filmförderungsanstalt, Kuratorium junger deutscher Film, Deutsche Film- und Medienbewertung (FBW)) und der FilmFernsehFonds Bayern Vorschläge einreichen. Der bayerische Ministerpräsident entscheidet über die Vergabe der empfohlenen Auszeichnungen.
Die Jurymitglieder sollen aus den Bereichen Schauspiel, Regie, Drehbuch, Bildgestaltung, Filmkritik, Filmdramaturgie, Filmtheater und Hochschule stammen. Vorsitzender der Jury ist der Leiter des Filmreferats der Bayerischen Staatsregierung. Mitglieder der Jury waren Stand 2011: Isolde Barth (Schauspielerin), Bettina Reitz (Produzentin, Geschäftsführerin Degeto Film), Susanne Petz (Produzentin), Benedict Neuenfels (Kameramann), Manfred Heid (Produzent), Steffen Kuchenreuther (SPIO-Präsident), Adrian Prechtel (Journalist), Wolfgang Limmer (Drehbuchautor, Regisseur), Klaus Schaefer (Geschäftsführer des FilmFernsehFonds Bayern), Hans Steinbichler (Regisseur) und Carolin Kerschbaumer (Filmreferentin Bayerische Staatskanzlei).
Für die Abstimmung über den seit 2001 jährlich vergebenen Publikumspreis stehen die fünf besucherstärksten deutschen Filme zur Auswahl. Zur Teilnahme rufen hauptsächlich das TV-Filmmagazin Kinokino (BR Fernsehen) und der Radiosender Bayern 3 auf. Die Abstimmung findet im Dezember statt. 2005 ermittelten einmalig der Fernsehsender Kabel 1 und die Filmzeitschrift TV Spielfilm den Publikumspreisträger (Hitch – Der Date Doktor) aus der Liste der (internationalen) Top 20 in Deutschland.

## Dotierung
Der Preis ist seit 2004 mit rund 300.000 Euro aus staatlichen Mitteln dotiert. Den größten Anteil hat dabei der Produzentenpreis mit 200.000 Euro. Dieser Preis kann hälftig zwischen zwei Filmen geteilt werden. Das Preisgeld muss zur Herstellung eines neuen Kinofilms genutzt werden. Die Kreativen erhielten beim Filmpreis 2010 Preise von 5.000 oder 10.000 Euro, in früheren Jahren bis zu 25.000 Euro. Der Ehrenpreis ist undotiert. Preissymbol ist die Porzellanfigur Pierrot aus der Commedia dell’arte von Franz Anton Bustelli, geschaffen in der Porzellanmanufaktur Nymphenburg.
Im Rahmen des Bayerischen Filmpreises wird jährlich seit 1994 auch der Preis der Verwertungsgesellschaft für Nutzungsrechte an Filmwerken (VGF) an einen Nachwuchsproduzenten vergeben. Dieser Preis ist mit 60.000 Euro dotiert, die zusätzlich zu den staatlichen Preisgeldern vergeben werden.

## Preisträger
Die Preise werden für die besten Leistungen des Kinojahres vergeben und im Folgejahr präsentiert. Die Bayerischen Filmpreise 2010 wurden beispielsweise im Januar 2011 überreicht. Die folgenden Jahresangaben stehen für die jeweils bewerteten Jahre.

### 1979–1995
| - 1980: Bengt von zur Mühlen - 1982: Franz Seitz, Michael Wiedemann (Nachwuchsproduzent) - 1983: Karel Dirka - 1984: Bernd Eichinger, Dieter Geißler, Günter Rohrbach - 1986: Bernd Eichinger - 1987: Lucki Stipetić, Werner Herzog - 1988: Christian Wagner - 1989: Rainer Söhnlein, Moritz Borman, Wolf Gaudlitz (Nachwuchsproduzent) - 1990: Steffen Kuchenreuther, Thomas Kuchenreuther, Joseph Vilsmaier - 1991: Eberhard Junkersdorf - 1992: Bob Arnold, Hanno Huth, Joseph Vilsmaier - 1993: Bernd Eichinger, Günter Rohrbach - 1994: Clemens Kuby, Peter Zenk - 1995: Michael Verhoeven, Joseph Vilsmaier - 1979: Birgit Doll - 1980: Birgit Doll - 1981: Eva Mattes - 1982: Edith Clever - 1983: Gustl Bayrhammer, Joachim Bernhard, Lena Stolze - 1984: Marita Breuer - 1985: Christiane Hörbiger, Jürgen Prochnow - 1987: Carola Höhn, Marianne Hoppe, Camilla Horn, Ortrud von der Recke, Fee von Reichlin, Marika Rökk, Rose Renée Roth - 1988: Uwe Bohm, Klaus Maria Brandauer, Ayşe Romey - 1989: Claudia Messner, Ulrich Mühe - 1990: Manfred Krug, Franziska Walser - 1991: Rosel Zech - 1992: Jürgen Vogel, Kai Wiesinger - 1993: André Eisermann, Katja Riemann - 1994: Meret Becker, Herbert Knaup, Joachim Król, Nina Petri, Maria Schrader - 1995: Götz George, Katja Riemann - 1983: Susanne Herlet, Anja Jaenicke - 1988: Werner Stocker, Dana Vávrová - 1989: Jürgen Vogel - 1990: Anica Dobra - 1991: Hansa Czypionka - 1993: André Eisermann - 1995: Heike Makatsch, Franka Potente - 1981: Wolfgang Petersen - 1982: Percy Adlon - 1983: Peter Schamoni - 1984: Carl Schenkel - 1985: Xaver Schwarzenberger - 1987: Wim Wenders, Hans Noever - 1989: Uli Edel - 1991: Michael Klier, Percy Adlon - 1992: Helmut Dziuba, Juraj Herz - 1993: Wim Wenders - 1994: Margarethe von Trotta - 1995: Rainer Kaufmann - 1979: Dominik Graf - 1980: Peter F. Bringmann - 1981: Thomas Brasch - 1985: Wolfram Paulus - 1986: Peter Timm - 1987: Nina Grosse - 1988: Robert Sigl, Maria Theresia Wagner, Nico Hofmann - 1989: Bertold Mittermayr, Uwe Janson - 1991: Detlev Buck, Sherry Hormann - 1993: Katja von Garnier - 1994: Tom Tykwer | - 1979: Reiner Kunze - 1980: Frans Weisz, Judith Herzberg - 1987: Klaus Richter, Percy Adlon, Eleonore Adlon, Ulf Miehe - 1989: Gabriel Barylli - 1993: Ulli Schwarzenberger - 1994: Jan Schütte, Thomas Strittmatter - 1981: Jost Vacano (Bildgestaltung) - 1984: Robby Müller - 1986: Gérard Vandenberg (Bildgestaltung) - 1988: Jürgen Jürges (Bildgestaltung) - 1990: Axel Block - 1991: Gernot Roll - 1992: Joseph Vilsmaier - 1994: Jörg Widmer - 1995: Michael Epp - 1989: Axel Engstfeld - 1990: Donatello Dubini, Fosco Dubini, Wolfgang Meyer - 1991: Peter Schamoni - 1992: Heiner Stadler - 1993: Juraj Herz, Dagmar Wagner (Nachwuchsdokumentarfilm) - 1995: Peter Schamoni - 1995: Ulrich Limmer, Uwe Timm - 1987: Milan Bor - 1990: Norbert Jürgen Schneider - 1985: Douglas Sirk - 1986: Heinz Rühmann - 1987: Luggi Waldleitner - 1988: Bernhard Wicki - 1989: Franz Seitz - 1990: Fritz Preßmar - 1991: Ruth Leuwerik - 1992: Martin Benrath - 1993: Vicco von Bülow - 1994: Erich Kästner - 1995: Kurt Hoffmann - 1991: Heinz Badewitz - 1986: Willy Bogner - 1988: Vicco von Bülow |

### 1996
Ausgezeichnet im Januar 1997 im Cuvilliéstheater.
| Kategorie              | Preisträger                                   | Film                                                                         | Preissumme (DM) |
| ---------------------- | --------------------------------------------- | ---------------------------------------------------------------------------- | --------------- |
| Produzent/in           | Jakob Claussen Thomas Wöbke Luggi Waldleitner | Nach Fünf im Urwald                                                          | zu ermitteln    |
| Darsteller/in          | Corinna Harfouch Heiner Lauterbach            | Irren ist männlich Rossini – oder die mörderische Frage, wer mit wem schlief | zu ermitteln    |
| Nachwuchsdarsteller/in | Jan Josef Liefers Christiane Paul             | Rossini – oder die mörderische Frage, wer mit wem schlief Workaholic         | zu ermitteln    |
| Regie                  | Helmut Dietl                                  | Rossini – oder die mörderische Frage, wer mit wem schlief                    | zu ermitteln    |
| Nachwuchsregie         | Caroline Link                                 | Jenseits der Stille                                                          | zu ermitteln    |
| Drehbuch               | Kit Hopkins                                   | Widows – Erst die Ehe, dann das Vergnügen                                    | zu ermitteln    |
| Dokumentarfilm         | Stefan Schwietert                             | A Tickle in the Heart                                                        | zu ermitteln    |
| Kamera/Bildgestaltung  | Carl-Friedrich Koschnick                      | Stille Nacht – Ein Fest der Liebe                                            | zu ermitteln    |
| Filmmusik              | Niki Reiser                                   | Jenseits der Stille                                                          | zu ermitteln    |
| Sonderpreis            | Wolfgang Panzer                               | Broken Silence                                                               | Undotiert?      |
| Ehrenpreis             | Marianne Hoppe                                |                                                                              |                 |

### 1997
Ausgezeichnet im Januar 1998 im Cuvilliéstheater.
| Kategorie              | Preisträger                                                                         | Film                                         | Preissumme (DM) |
| ---------------------- | ----------------------------------------------------------------------------------- | -------------------------------------------- | --------------- |
| Produzent/in           | Eberhard Junkersdorf                                                                | Die furchtlosen Vier                         | 500.000         |
| Darsteller/in          | Barbara Sukowa Michael Mendl Kai Wiesinger                                          | Im Namen der Unschuld 14 Tage lebenslänglich | zu ermitteln    |
| Nachwuchsdarsteller/in | Catherine Flemming                                                                  | Hunger – Sehnsucht nach Liebe                | zu ermitteln    |
| Regie                  | Sönke Wortmann Joseph Vilsmaier                                                     | Der Campus Comedian Harmonists               | zu ermitteln    |
| Kinderfilm             | Hans Peter Clahsen                                                                  | Die Story von Monty Spinnerratz              | 50.000          |
| Kamera                 | Tom Fährmann                                                                        | Der Campus                                   | zu ermitteln    |
| Filmmusik              | Jasmin Tabatabai Katja Riemann Nicolette Krebitz                                    | Bandits                                      | zu ermitteln    |
| Sonderpreis            | Max Tidof Ulrich Noethen Ben Becker Heinrich Schafmeister Heino Ferch Kai Wiesinger | Comedian Harmonists                          | zu ermitteln    |
| Ehrenpreis             | Klaus Doldinger                                                                     |                                              |                 |

### 1998
Ausgezeichnet am 15. Januar 1999 im Cuvilliéstheater:
| Kategorie                         | Preisträger                                                               | Film                                                                     | Preissumme (DM) |
| --------------------------------- | ------------------------------------------------------------------------- | ------------------------------------------------------------------------ | --------------- |
| Produzent                         | Stefan Arndt Wolfgang Becker Dani Levy Tom Tykwer (X-Filme Creative Pool) | Lola rennt Meschugge                                                     | 500.000         |
| Darsteller/in                     | Ulrich Matthes                                                            | Feuerreiter                                                              | 20.000          |
| Darsteller/in                     | Juliane Köhler Maria Schrader                                             | Aimée & Jaguar                                                           | je 20.000       |
| Nachwuchsdarsteller               | August Diehl                                                              | 23 – Nichts ist so wie es scheint                                        | 20.000          |
| Regie                             | Max Färberböck                                                            | Aimée & Jaguar                                                           | 50.000          |
| Regie (Nachwuchs)                 | Fatih Akin                                                                | Kurz und schmerzlos                                                      | 30.000          |
| Regie (Nachwuchs)                 | Marc Rothemund                                                            | Das merkwürdige Verhalten geschlechtsreifer Großstädter zur Paarungszeit | 30.000          |
| Kinderfilm                        | Caroline Link                                                             | Pünktchen und Anton                                                      | 30.000          |
| Drehbuch                          | Doris Dörrie Ruth Stadler Rolf Basedow                                    | Bin ich schön?                                                           | 30.000          |
| Kamera                            | Carl-Friedrich Koschnick                                                  | Meschugge                                                                | 30.000          |
| Produzent (Nachwuchs) (VGF-Preis) | Dagmar Knöpfel                                                            | Requiem für eine romantische Frau                                        | 100.000         |
| Ehrenpreis                        | Günter Rohrbach                                                           |                                                                          |                 |

### 1999
Ausgezeichnet am 14. Januar 2000 im Cuvilliéstheater:
| Kategorie                         | Preisträger                     | Film                                           |
| --------------------------------- | ------------------------------- | ---------------------------------------------- |
| Produzent                         | Peter Schamoni Rob Houwer       | Majestät brauchen Sonne                        |
| Produzent                         | Franz Xaver Gernstl             | Erleuchtung garantiert                         |
| Darsteller/in                     | Uwe Ochsenknecht                | Erleuchtung garantiert Fußball ist unser Leben |
| Darsteller/in                     | Martina Gedeck                  | Grüne Wüste                                    |
| Nebendarsteller/in                | Gottfried John                  | Asterix und Obelix gegen Caesar                |
| Nebendarsteller/in                | Marita Marschall                | Fußball ist unser Leben                        |
| Nachwuchsdarsteller               | Florian Lukas                   | Absolute Giganten St. Pauli Nacht              |
| Regie                             | Rolf Schübel                    | Gloomy Sunday                                  |
| Regie (Nachwuchs)                 | Veit Helmer                     | Tuvalu                                         |
| Drehbuch                          | Bodo Kirchhoff Romuald Karmakar | Manila                                         |
| Kamera                            | Edward Kłosiński                | Gloomy Sunday                                  |
| Produzent (Nachwuchs) (VGF-Preis) | Christian Becker Thomas Häberle | Bang Boom Bang                                 |
| Ehrenpreis                        | Liselotte Pulver                |                                                |

### 2000
Ausgezeichnet am 19. Januar 2001 im Cuvilliéstheater:
| Kategorie                         | Preisträger                                      | Film                             |
| --------------------------------- | ------------------------------------------------ | -------------------------------- |
| Produzent                         | Alena Rimbach Herbert Rimbach                    | Vergiss Amerika                  |
| Produzent                         | Harry Kügler Molly von Fürstenberg               | Die Einsamkeit der Krokodile     |
| Darsteller/in                     | Benno Fürmann                                    | Freunde – Keinen Bock auf Bullen |
| Darsteller/in                     | Hannelore Elsner                                 | Die Unberührbare                 |
| Darsteller/in (Nachwuchs)         | Fritzi Haberlandt                                | Kalt ist der Abendhauch          |
| Darsteller/in (Nachwuchs)         | Tom Schilling Robert Stadlober                   | Crazy                            |
| Regie                             | Oliver Hirschbiegel                              | Das Experiment                   |
| Regie (Nachwuchs)                 | Esther Gronenborn                                | alaska.de                        |
| Drehbuch                          | Don Bohlinger Christoph Darnstädt Mario Giordano | Das Experiment                   |
| Kamera                            | Rainer Klausmann                                 | Das Experiment                   |
| Produzent (Nachwuchs) (VGF-Preis) | Mischa Hofmann Philip Voges                      | Erkan & Stefan                   |
| Ehrenpreis                        | Mario Adorf                                      |                                  |

### 2001
Ausgezeichnet am 18. Januar 2002 im Cuvilliéstheater:
| Kategorie                         | Preisträger                                  | Film                                             |
| --------------------------------- | -------------------------------------------- | ------------------------------------------------ |
| Produzent                         | Andreas Bareiß Gloria Burkert Peter Herrmann | Nirgendwo in Afrika Der Felsen                   |
| Darsteller/in                     | Karoline Eichhorn                            | Der Felsen                                       |
| Darsteller/in                     | Ulrich Noethen                               | Das Sams                                         |
| Darsteller/in (Nachwuchs)         | Daniel Brühl                                 | Das weisse Rauschen Nichts bereuen Vaya con Dios |
| Darsteller/in (Nachwuchs)         | Chiara Schoras                               | Vaya con Dios                                    |
| Regie                             | Peter Sehr                                   | Love the Hard Way                                |
| Regie (Nachwuchs)                 | Zoltan Spirandelli                           | Vaya con Dios                                    |
| Drehbuch                          | Franziska Buch                               | Emil und die Detektive                           |
| Kamera                            | Martin Langer                                | Sass                                             |
| Produzent (Nachwuchs) (VGF-Preis) | Uli Aselmann                                 | Vaya con Dios                                    |
| Dokumentarfilm                    | Andres Veiel                                 | Black Box BRD                                    |
| Kinderfilm                        | Ben Verbong                                  | Das Sams                                         |
| Ehrenpreis                        | Hardy Krüger                                 |                                                  |
| Publikumspreis                    |                                              | Der Schuh des Manitu                             |
| Sonderpreis                       | Michael Herbig                               | Der Schuh des Manitu                             |

### 2002
Ausgezeichnet am 17. Januar 2003 im Cuvilliéstheater:
| Kategorie                         | Preisträger            | Film                           |
| --------------------------------- | ---------------------- | ------------------------------ |
| Produzent                         | Uschi Reich            | Bibi Blocksberg                |
| Produzent                         | Uschi Reich Peter Zenk | Das fliegende Klassenzimmer    |
| Darsteller/in                     | Marie Bäumer           | Der alte Affe Angst            |
| Darsteller/in                     | Axel Prahl             | Halbe Treppe                   |
| Darsteller/in (Nachwuchs)         | Barnaby Metschurat     | Anatomie 2 Solino              |
| Dokumentarfilm                    | Douglas Wolfsperger    | Bellaria – So lange wir leben! |
| Produzent (Nachwuchs) (VGF-Preis) | Annette Pisacane       | Elefantenherz                  |
| Nebendarsteller/in                | Margit Carstensen      | Scherbentanz                   |
| Drehbuch                          | Ruth Toma              | Solino                         |
| Kamera                            | Judith Kaufmann        | Elefantenherz                  |
| Regie                             | Andreas Dresen         | Halbe Treppe                   |
| Ehrenpreis                        | Roman Polański         |                                |
| Publikumspreis                    |                        | Nirgendwo in Afrika            |

### 2003
Ausgezeichnet am 16. Januar 2004 im Cuvilliéstheater:
| Kategorie                         | Preisträger                           | Film                               |
| --------------------------------- | ------------------------------------- | ---------------------------------- |
| Produzent                         | Jakob Claussen Thomas Wöbke Uli Putz  | Lichter                            |
| Darsteller/in                     | Johanna Wokalek                       | Hierankl                           |
| Darsteller/in                     | Christian Ulmen                       | Herr Lehmann                       |
| Dokumentarfilm                    | Byambasuren Davaa Luigi Falorni       | Die Geschichte vom weinenden Kamel |
| Kinderfilm                        | Ulrich Limmer                         | Sams in Gefahr                     |
| Produzent (Nachwuchs) (VGF-Preis) | Ewa Karlström Andreas Ulmke-Smeaton   | Die Wilden Kerle                   |
| Nebendarstellerin                 | Johanna Gastdorf                      | Das Wunder von Bern                |
| Drehbuch                          | Hans-Christian Schmid Michael Gutmann | Lichter                            |
| Ausstattung                       | Rolf Zehetbauer                       | Luther                             |
| Kamera                            | Franz Rath                            | Rosenstraße                        |
| Regie                             | Sönke Wortmann                        | Das Wunder von Bern                |
| Ehrenpreis                        | Sir Peter Ustinov                     |                                    |
| Publikumspreis                    |                                       | Good Bye, Lenin!                   |

### 2004
Ausgezeichnet am 14. Januar 2005 im Cuvilliéstheater:
| Kategorie                         | Preisträger                         | Film                               |
| --------------------------------- | ----------------------------------- | ---------------------------------- |
| Produzent                         | Bernd Eichinger                     | Der Untergang                      |
| Darsteller/in                     | Jessica Schwarz                     | Kammerflimmern                     |
| Darsteller/in                     | Bruno Ganz                          | Der Untergang                      |
| Darsteller/in (Nachwuchs)         | Julia Jentsch                       | Die fetten Jahre sind vorbei       |
| Darsteller/in (Nachwuchs)         | Matthias Schweighöfer               | Kammerflimmern                     |
| Regie (Nachwuchs)                 | Florian Gallenberger                | Schatten der Zeit                  |
| Dokumentarfilm                    | Thomas Grube Enrique Sánchez Lansch | Rhythm Is It!                      |
| Produzent (Nachwuchs) (VGF-Preis) | Philipp Budweg Johannes Schmid      | Aus der Tiefe des Raumes           |
| Comedypreis                       | Michael Herbig                      | (T)Raumschiff Surprise – Periode 1 |
| Drehbuch                          | Oskar Roehler                       | Agnes und seine Brüder             |
| Kamera                            | Jürgen Jürges                       | Schatten der Zeit                  |
| Regie                             | Dennis Gansel                       | Napola – Elite für den Führer      |
| Ehrenpreis                        | Volker Schlöndorff                  |                                    |
| Publikumspreis                    |                                     | Der Untergang                      |

### 2005
Die aufgezeichnete Verleihung wurde am 15. Januar 2006 auf kabel eins ausgestrahlt. Moderiert wurde die Gala von Kai Böcking und Mirja Boes. Bereits am 13. Januar 2006 wurden im Prinzregententheater ausgezeichnet:
| Kategorie                         | Preisträger                                                           | Film                             | Preissumme (Euro) |
| --------------------------------- | --------------------------------------------------------------------- | -------------------------------- | ----------------- |
| Produzent                         | Christoph Müller Sven Burgemeister Marc Rothemund Fred Breinersdorfer | Sophie Scholl – Die letzten Tage | 200.000           |
| Darsteller/in                     | Nina Hoss                                                             | Die weiße Massai                 | 10.000            |
| Darsteller/in                     | Ulrich Mühe                                                           | Das Leben der Anderen            | 10.000            |
| Darsteller/in (Nachwuchs)         | Sandra Hüller                                                         | Requiem                          | 5.000             |
| Darsteller/in (Nachwuchs)         | Max Riemelt                                                           | Der Rote Kakadu                  | 5.000             |
| Dokumentarfilm                    | Philip Gröning                                                        | Die große Stille                 | 10.000            |
| Drehbuch und Nachwuchsregie       | Florian Henckel von Donnersmarck                                      | Das Leben der Anderen            | 20.000            |
| Regie                             | Andreas Dresen                                                        | Sommer vorm Balkon               | 10.000            |
| Produzent (Nachwuchs) (VGF-Preis) | Max Wiedemann Quirin Berg                                             | Das Leben der Anderen            | 60.000            |
| Familienfilm                      | Ewa Karlström Andreas Ulmke-Smeaton                                   | Es ist ein Elch entsprungen      | 10.000            |
| Bildgestaltung                    | Hans-Günther Bücking                                                  | Schneeland                       | 10.000            |
| Publikumspreis                    |                                                                       | Hitch – Der Date Doktor          |                   |
| Ehrenpreis                        | Maximilian Schell                                                     |                                  |                   |
| Spezialpreis der Jury             | Christian Wagner                                                      | Stille Sehnsucht – Warchild      | 10.000            |

### 2006
Ausgezeichnet am 19. Januar 2007 im Prinzregententheater:
| Kategorie                         | Preisträger                                  | Film                                              | Preissumme (Euro) |
| --------------------------------- | -------------------------------------------- | ------------------------------------------------- | ----------------- |
| Produzent                         | Andreas Richter Annie Brunner Ursula Woerner | Wer früher stirbt ist länger tot                  | 200.000           |
| Darsteller/in                     | Monica Bleibtreu                             | Vier Minuten                                      | 10.000            |
| Darsteller/in                     | Katharina Thalbach                           | Strajk – Die Heldin von Danzig                    | 10.000            |
| Darsteller/in                     | Jürgen Vogel                                 | Emmas Glück                                       | 10.000            |
| Darsteller/in (Nachwuchs)         | Hannah Herzsprung                            | Vier Minuten                                      | 10.000            |
| Dokumentarfilm                    | Florian Borchmeyer Matthias Hentschler       | Havanna – Die neue Kunst, Ruinen zu bauen         | 10.000            |
| Drehbuch                          | Chris Kraus                                  | Vier Minuten                                      | 10.000            |
| Regie                             | Tom Tykwer                                   | Das Parfum – Die Geschichte eines Mörders         | 10.000            |
| Regie (Nachwuchs)                 | Marcus H. Rosenmüller                        | Wer früher stirbt ist länger tot                  | 10.000            |
| Produzent (Nachwuchs) (VGF-Preis) | Alexandra Kordes Meike Kordes                | Vier Minuten                                      | 60.000            |
| Jugendfilm                        | Gregor Schnitzler                            | Die Wolke                                         | 10.000            |
| Bildgestaltung                    | Andreas Höfer                                | Strajk – Die Heldin von Danzig                    | 10.000            |
| Ausstattung                       | Uli Hanisch                                  | Das Parfum – Die Geschichte eines Mörders         | 10.000            |
| Publikumspreis                    |                                              | Deutschland. Ein Sommermärchen von Sönke Wortmann |                   |
| Ehrenpreis                        | Michael Verhoeven                            |                                                   |                   |
| Spezialpreis der Jury             | Joseph Vilsmaier Dana Vávrová                | Der letzte Zug                                    | 10.000            |

### 2007
Ausgezeichnet am 18. Januar 2008 im Prinzregententheater:
| Kategorie                         | Preisträger                          | Film                                          | Preissumme (Euro) |
| --------------------------------- | ------------------------------------ | --------------------------------------------- | ----------------- |
| Produzent                         | Molly von Fürstenberg Harry Kügler   | Kirschblüten – Hanami                         | 200.000           |
| Darsteller/in                     | Martina Gedeck                       | Meine schöne Bescherung                       | 10.000            |
| Darsteller/in                     | Elmar Wepper                         | Kirschblüten – Hanami                         | 10.000            |
| Darstellerinnen (Nachwuchs)       | Elinor Lüdde                         | Meer is nich                                  | 10.000            |
| Darstellerinnen (Nachwuchs)       | Petra Schmidt-Schaller               | Ein fliehendes Pferd                          | 10.000            |
| Dokumentarfilm                    | Pepe Danquart                        | Am Limit                                      | 10.000            |
| Regie                             | Fatih Akin                           | Auf der anderen Seite                         | 10.000            |
| Drehbuch und Nachwuchsregie       | Ralf Westhoff                        | Shoppen                                       | 15.000            |
| Produzent (Nachwuchs) (VGF-Preis) | Britta Knöller Hans-Christian Schmid | Am Ende kommen Touristen                      | 60.000            |
| Bildgestaltung                    | Benedict Neuenfels                   | Liebesleben                                   | 10.000            |
| Kinder- und Jugendfilm            | Detlev Buck                          | Hände weg von Mississippi                     | 10.000            |
| Filmmusik                         | Niki Reiser                          | Liebesleben                                   | 10.000            |
| Publikumspreis                    |                                      | Lissi und der wilde Kaiser von Michael Herbig |                   |
| Ehrenpreis                        | Michael Ballhaus                     |                                               |                   |
| Sonderpreis                       | Veit Helmer                          | Absurdistan                                   | 25.000            |

### 2008
Ausgezeichnet am 16. Januar 2009 im Cuvilliéstheater:
| Kategorie                         | Preisträger                                | Film                                          | Preissumme (Euro) |
| --------------------------------- | ------------------------------------------ | --------------------------------------------- | ----------------- |
| Produzent                         | Mischa Hofmann Benjamin Herrmann Jan Mojto | John Rabe                                     | 100.000           |
| Produzent                         | Bernd Eichinger                            | Der Baader Meinhof Komplex                    | 100.000           |
| Darsteller/in                     | Ursula Werner                              | Wolke 9                                       | 10.000            |
| Darsteller/in                     | Ulrich Tukur                               | John Rabe                                     | 10.000            |
| Darstellerin (Nachwuchs)          | Karoline Herfurth                          | Im Winter ein Jahr                            | 10.000            |
| Regie                             | Caroline Link                              | Im Winter ein Jahr                            | 20.000            |
| Regie (Nachwuchs)                 | Jan Fehse                                  | In jeder Sekunde                              | 10.000            |
| Drehbuch                          | Gernot Gricksch                            | Robert Zimmermann wundert sich über die Liebe | 15.000            |
| Produzent (Nachwuchs) (VGF-Preis) | Martin Blankemeyer                         | Der Rote Punkt                                | 60.000            |
| Bildgestaltung                    | Michael Hammon                             | Wolke 9                                       | 15.000            |
| Kinder- und Jugendfilm            | Uli Putz Jakob Claussen Thomas Wöbke       | Krabat                                        | 20.000            |
| Szenenbild/Kostümbild             | Götz Weidner Barbara Baum                  | Buddenbrooks                                  | 10.000            |
| Publikumspreis                    |                                            | Keinohrhasen von Til Schweiger                |                   |
| Spezialpreis                      | Franz Xaver Kroetz Michael Herbig          | Die Geschichte vom Brandner Kaspar            | 10.000            |
| Ehrenpreis                        | Peter Schamoni                             |                                               |                   |

### 2009
Ausgezeichnet am 15. Januar 2010 im Prinzregententheater:
| Kategorie                       | Preisträger                                        | Film                                            | Preissumme (Euro) |
| ------------------------------- | -------------------------------------------------- | ----------------------------------------------- | ----------------- |
| Produzent                       | Wolfgang Behr Dietmar Güntsche                     | Der große Kater                                 | 100.000           |
| Produzent                       | Peter Herrmann                                     | Wüstenblume                                     | 100.000           |
| Darsteller/in                   | Barbara Sukowa                                     | Vision – Aus dem Leben der Hildegard von Bingen | 10.000            |
| Darsteller/in                   | Mark Waschke                                       | Habermann                                       | 10.000            |
| Nachwuchsdarsteller/in          | Katharina Schüttler                                | Es kommt der Tag                                | 10.000            |
| Nachwuchsdarsteller/in          | Friedrich Mücke                                    | Friendship!                                     | 10.000            |
| Regie                           | Juraj Herz                                         | Habermann                                       | 20.000            |
| Nachwuchsregie                  | Benjamin Heisenberg                                | Der Räuber                                      | 10.000            |
| Drehbuch                        | Simon Verhoeven                                    | Männerherzen                                    | 10.000            |
| VGF-Preis (Nachwuchs-Produzent) | Florian Deyle, Martin Richter, Philip Schulz-Deyle | Waffenstillstand                                | 60.000            |
| Bildgestaltung                  | Jana Marsik                                        | Lippels Traum und Same Same But Different       | 10.000            |
| Filmmusik                       | Konstantin Wecker                                  | Lippels Traum                                   | 10.000            |
| Dokumentarfilm                  | Petra Seeger                                       | Auf der Suche nach dem Gedächtnis               | 15.000            |
| Publikumspreis                  | Michael Herbig                                     | Wickie und die starken Männer                   |                   |
| Familienfilm                    | Michael Herbig                                     | Wickie und die starken Männer                   | 10.000            |
| Ehrenpreis                      | Joseph Vilsmaier                                   |                                                 |                   |

### 2010
Ausgezeichnet am 14. Januar 2011 im Prinzregententheater:
| Kategorie                       | Preisträger                  | Film                                 | Preissumme (Euro) |
| ------------------------------- | ---------------------------- | ------------------------------------ | ----------------- |
| Produzent                       | Uli Aselmann                 | Das Blaue vom Himmel                 | 200.000           |
| Darsteller/in                   | Sophie Rois                  | Drei                                 | 10.000            |
| Darsteller/in                   | Edgar Selge                  | Poll                                 | 10.000            |
| Nachwuchsdarsteller/in          | Paula Beer                   | Poll                                 | 5.000             |
| Nachwuchsdarsteller/in          | Jacob Matschenz Burak Yiğit  | Bis aufs Blut – Brüder auf Bewährung | je 5.000          |
| Regie                           | Tom Tykwer                   | Drei                                 | 10.000            |
| Nachwuchsregie                  | Sebastian Stern              | Die Hummel                           | 10.000            |
| Drehbuch                        | Florian David Fitz           | Vincent will Meer                    | 10.000            |
| VGF-Preis (Nachwuchs-Produzent) | Ralf Westhoff                | Der letzte schöne Herbsttag          | 60.000            |
| Szenenbild                      | Silke Buhr                   | Poll                                 | 5.000             |
| Bildgestaltung                  | Matthias Fleischer           | Das Lied in mir                      | 10.000            |
| Dokumentarfilm                  | Jens Schanze                 | Plug & Pray                          | 10.000            |
| Publikumspreis                  | Florian David Fitz           | Vincent will Meer                    |                   |
| Kinderfilm                      | Holger Tappe Reinhard Klooss | Konferenz der Tiere                  | 10.000            |
| Ehrenpreis                      | Hannelore Elsner             |                                      |                   |

### 2011
Ausgezeichnet am 20. Januar 2012 im Prinzregententheater:
| Kategorie                       | Preisträger                                                         | Film                                         | Preissumme (Euro) |
| ------------------------------- | ------------------------------------------------------------------- | -------------------------------------------- | ----------------- |
| Produzent                       | Peter Rommel                                                        | Halt auf freier Strecke                      | 100.000           |
| Produzent                       | Günter Rohrbach Corinna Eich                                        | Hotel Lux                                    | 100.000           |
| Darsteller/in                   | Bettina Mittendorfer                                                | Eine ganz heiße Nummer                       | 10.000            |
| Darsteller/in                   | Milan Peschel Steffi Kühnert                                        | Halt auf freier Strecke                      | 10.000            |
| Nachwuchsdarstellerin           | Jella Haase                                                         | Kriegerin Lollipop Monster                   | 10.000            |
| Regie                           | Doris Dörrie                                                        | Glück                                        | 10.000            |
| Nachwuchsregie                  | David Wnendt                                                        | Kriegerin                                    | 10.000            |
| VGF-Preis (Nachwuchs-Produzent) | Boris Jendreyko Thomas Klimmer                                      | Die Farbe des Ozeans                         | 60.000            |
| Schnitt                         | Andreas Menn                                                        | Hell                                         | 10.000            |
| Bildgestaltung                  | Hannes Hubach                                                       | Lollipop Monster                             | 10.000            |
| Dokumentarfilm                  | Arnon Goldfinger                                                    | Die Wohnung                                  | 10.000            |
| Publikumspreis                  | Simon Verhoeven                                                     | Männerherzen … und die ganz ganz große Liebe |                   |
| Kinderfilm                      | Christian Ditter (Regie und Drehbuch) Christian Becker (Produktion) | Wickie auf großer Fahrt                      | 10.000            |
| Drehbuch                        | Christian Zübert                                                    | Dreiviertelmond                              | 10.000            |
| Ehrenpreis                      | Wim Wenders                                                         |                                              |                   |

### 2012
Der 34. Bayerische Filmpreis wurde am 18. Januar 2013 im Prinzregententheater verliehen:
| Kategorie                       | Preisträger                                       | Film                   | Preissumme (Euro) |
| ------------------------------- | ------------------------------------------------- | ---------------------- | ----------------- |
| Produzent                       | Stefan Arndt                                      | Cloud Atlas            | 200.000           |
| Darstellerin                    | Barbara Sukowa                                    | Hannah Arendt          | 10.000            |
| Darsteller                      | Tom Schilling                                     | Oh Boy                 | 10.000            |
| Nachwuchsdarstellerin           | Lisa Brand                                        | Der Verdingbub         | 10.000            |
| Nachwuchsdarsteller             | Sabin Tambrea                                     | Ludwig II.             | 10.000            |
| Regie                           | Michael Haneke                                    | Liebe                  | 10.000            |
| Nachwuchsregie                  | Michaela Kezele                                   | Die Brücke am Ibar     | 10.000            |
| VGF-Preis (Nachwuchs-Produzent) | Christian Füllmich Torben Maas Maximilian Plettau | Nemez                  | 60.000            |
| Dokumentarfilm                  | Markus Imhoof                                     | More than Honey        | 10.000            |
| Kinderfilm                      | Cyrill Boss Philipp Stennert                      | Das Haus der Krokodile | je 5000           |
| Drehbuch                        | Jan-Ole Gerster                                   | Oh Boy                 | 10.000            |
| Bildgestaltung                  | Jakub Bejnarowicz                                 | Gnade                  | 10.000            |
| Filmmusik                       | Max Richter                                       | Lore                   | 10.000            |
| Publikumspreis                  | Bora Dagtekin                                     | Türkisch für Anfänger  |                   |
| Ehrenpreis                      | Margarethe von Trotta                             |                        |                   |

### 2013
Der 35. Bayerische Filmpreis wurde am 17. Januar 2014 im Prinzregententheater verliehen:
| Kategorie                       | Preisträger                      | Film                                        | Preissumme (Euro) |
| ------------------------------- | -------------------------------- | ------------------------------------------- | ----------------- |
| Produzent                       | Edgar und Christian Reitz        | Die andere Heimat – Chronik einer Sehnsucht | 200.000           |
| Darstellerin                    | Brigitte Hobmeier                | Ende der Schonzeit                          | 10.000            |
| Darsteller                      | Tobias Moretti                   | Das finstere Tal und Hirngespinster         | 10.000            |
| Nachwuchsdarstellerin           | Liv Lisa Fries                   | Und morgen Mittag bin ich tot               | 10.000            |
| Nachwuchsdarsteller             | Jonas Nay                        | Hirngespinster                              | 10.000            |
| Regie                           | Andreas Prochaska                | Das finstere Tal                            | 10.000            |
| Nachwuchsregie                  | Katrin Gebbe                     | Tore tanzt                                  | 10.000            |
| VGF-Preis (Nachwuchs-Produzent) | Iris Sommerlatte Ali Saghri      | Am Himmel der Tag                           | 60.000            |
| Dokumentarfilm                  | Leopold Grün und Dirk Uhlig      | Am Ende der Milchstraße                     | 10.000            |
| Kinder- und Jugendfilm          | Katja von Garnier                | Ostwind                                     | 10.000            |
| Drehbuch                        | Edgar Reitz und Gert Heidenreich | Die andere Heimat – Chronik einer Sehnsucht | 10.000            |
| Bildgestaltung                  | Michael Wiesweg                  | Die geliebten Schwestern                    | 10.000            |
| Publikumspreis                  | Bora Dagtekin                    | Fack ju Göhte                               |                   |
| Ehrenpreis                      | Armin Mueller-Stahl              |                                             |                   |

### 2014
Der 36. Bayerische Filmpreis wurde am 16. Januar 2015 im Prinzregententheater verliehen:
| Kategorie                       | Preisträger                                     | Film                                | Preissumme (Euro) |
| ------------------------------- | ----------------------------------------------- | ----------------------------------- | ----------------- |
| Produzent                       | Oliver Schündler und Boris Ausserer             | Elser – Er hätte die Welt verändert | 200.000           |
| Darstellerin                    | Katharina Marie Schubert                        | Ein Geschenk der Götter             | 10.000            |
| Darsteller                      | Alexander Fehling                               | Im Labyrinth des Schweigens         | 10.000            |
| Nachwuchsdarstellerin           | Jasna Fritzi Bauer                              | About a Girl                        | 10.000            |
| Nachwuchsdarsteller             | Louis Hofmann                                   | Freistatt                           | 10.000            |
| Regie                           | Baran bo Odar                                   | Who Am I – Kein System ist sicher   | 10.000            |
| Nachwuchsregie                  | Tomasz Emil Rudzik                              | Agnieszka                           | 10.000            |
| VGF-Preis (Nachwuchs-Produzent) | Jan Krüger René Römert                          | Jack                                | 60.000            |
| Dokumentarfilm                  | Nadav Schirman                                  | The Green Prince                    | 10.000            |
| Kinder- und Jugendfilm          | Neele Vollmar                                   | Rico, Oskar und die Tieferschatten  | 10.000            |
| Drehbuch                        | Sarah Nemitz, Lutz Hübner und Oliver Ziegenbalg | Frau Müller muss weg!               | 10.000            |
| Animation                       | Patrick Elmendorff und Thorsten Wegener         | Biene Maja – Der Kinofilm           |                   |
| Bildgestaltung                  | Christian Stangassinger                         | Wir waren Könige                    | 10.000            |
| Publikumspreis                  | Arne Feldhusen                                  | Stromberg – Der Film                |                   |
| Ehrenpreis                      | Gernot Roll                                     |                                     |                   |

### 2015
Der 37. Bayerische Filmpreis wurde am 15. Januar 2016 im Prinzregententheater verliehen:
| Kategorie                       | Preisträger                                   | Film                                                | Preissumme (Euro) |
| ------------------------------- | --------------------------------------------- | --------------------------------------------------- | ----------------- |
| Produzent                       | Benjamin Herrmann und Christian Becker        | Colonia Dignidad – Es gibt kein Zurück              | 200.000           |
| Darstellerin                    | Rosalie Thomass                               | Grüße aus Fukushima                                 |                   |
| Darsteller                      | Burghart Klaußner                             | Der Staat gegen Fritz Bauer                         |                   |
| Nachwuchsdarstellerin           | Jella Haase, Anna Lena Klenke, Gizem Emre     | Fack ju Göhte 2                                     |                   |
| Nachwuchsdarsteller             | Max von der Groeben, Aram Arami, Lucas Reiber | Fack ju Göhte 2                                     |                   |
| Regie                           | Kai Wessel                                    | Nebel im August                                     |                   |
| Nachwuchsregie                  | Uisenma Borchu                                | Schau mich nicht so an                              |                   |
| VGF-Preis (Nachwuchs-Produzent) | Dorothe Beinemeier                            | Boy 7                                               |                   |
| Dokumentarfilm                  | Jens Schanze                                  | La buena vida – Das gute Leben                      |                   |
| Kinder- und Jugendfilm          | Uli Putz und Jakob Claussen                   | Heidi                                               |                   |
| Drehbuch                        | Burhan Qurbani und Martin Behnke              | Wir sind jung. Wir sind stark.                      |                   |
| Bildgestaltung                  | Jo Heim                                       | Ein letzter Tango und Unfriend                      |                   |
| Filmmusik                       | Gert Wilden junior                            | Die Kinder des Fechters und Hannas schlafende Hunde |                   |
| Publikumspreis                  | Til Schweiger                                 | Honig im Kopf                                       |                   |
| Ehrenpreis                      | Molly von Fürstenberg                         |                                                     |                   |

### 2016
Der 38. Bayerische Filmpreis wurde am 20. Januar 2017 im Prinzregententheater verliehen:
| Kategorie                       | Preisträger                                                                | Film                                                             | Preissumme (Euro) |
| ------------------------------- | -------------------------------------------------------------------------- | ---------------------------------------------------------------- | ----------------- |
| Produzent                       | Max Wiedemann, Quirin Berg, Michael Verhoeven und Simon Verhoeven          | Willkommen bei den Hartmanns                                     | 200.000           |
| Darstellerin                    | Sandra Hüller                                                              | Toni Erdmann                                                     | 10.000            |
| Darsteller                      | Jörg Schüttauf                                                             | Vorwärts immer!                                                  | 10.000            |
| Nachwuchsdarstellerin           | Lea van Acken                                                              | Das Tagebuch der Anne Frank                                      | 10.000            |
| Nachwuchsdarsteller             | Jannis Niewöhner                                                           | Jonathan und Jugend ohne Gott                                    | 10.000            |
| Regie                           | Maren Ade Nicolette Krebitz Maria Schrader Marie Noëlle Franziska Meletzky | Toni Erdmann Wild Vor der Morgenröte Marie Curie Vorwärts immer! | 4.000             |
| Nachwuchsregie                  | Jakob M. Erwa                                                              | Die Mitte der Welt                                               | 10.000            |
| VGF-Preis (Nachwuchs-Produzent) | David Lindner Leporda                                                      | Die Reise mit Vater                                              | 60.000            |
| Bildgestaltung                  | Frank Lamm                                                                 | Paula                                                            | 10.000            |
| Szenenbild                      | Eduard Krajewski                                                           | Marie Curie                                                      | 10.000            |
| Dokumentarfilm                  | Andreas Voigt                                                              | Alles andere zeigt die Zeit                                      | 10.000            |
| Jugendfilm                      | Marco Mehlitz                                                              | Tschick                                                          | 10.000            |
| Sonderpreis                     | Philip Schulz-Deyle und Moritz Borman                                      | Snowden                                                          |                   |
| Publikumspreis                  | Simon Verhoeven                                                            | Willkommen bei den Hartmanns                                     |                   |
| Ehrenpreis                      | Bruno Ganz                                                                 |                                                                  |                   |

### 2017
Der 39. Bayerische Filmpreis wurde am 19. Januar 2018 im Prinzregententheater verliehen:
| Kategorie                      | Preisträger                                          | Film                                                                      | Preissumme (Euro) |
| ------------------------------ | ---------------------------------------------------- | ------------------------------------------------------------------------- | ----------------- |
| Produzent                      | Jörg Schulze und Philipp Kreuzer Kerstin Schmidbauer | The Happy Prince Grießnockerlaffäre                                       | je 100.000        |
| Darstellerin                   | Diane Kruger                                         | Aus dem Nichts                                                            | 10.000            |
| Darsteller                     | David Kross und Frederick Lau                        | Simpel                                                                    | 10.000            |
| Nachwuchsdarstellerin          | Verena Altenberger                                   | Die beste aller Welten                                                    | 5.000             |
| Nachwuchsdarsteller            | Jonas Dassler                                        | LOMO – The Language of Many Others und Das schweigende Klassenzimmer      | 5.000             |
| Regie                          | Fatih Akin                                           | Aus dem Nichts                                                            | 10.000            |
| Nachwuchsregie                 | Adrian Goiginger                                     | Die beste aller Welten                                                    | 10.000            |
| Drehbuch                       | Sonja Maria Kröner                                   | Sommerhäuser                                                              | 10.000            |
| Bildgestaltung                 | Matthias Fleischer                                   | Die kleine Hexe                                                           | 10.000            |
| Montage                        | Stephan Krumbiegel                                   | Beuys und Peter Handke – Bin im Wald, kann sein, dass ich mich verspäte … | 10.000            |
| Dokumentarfilm                 | Yasemin Şamdereli und Nesrin Şamdereli               | Die Nacht der Nächte                                                      | 10.000            |
| Jugendfilm                     | Kristine Knudsen, Tom Streuber und Emely Christians  | Überflieger – Kleine Vögel, großes Geklapper                              | 10.000            |
| Publikumspreis                 | Bora Dagtekin                                        | Fack ju Göhte 3                                                           |                   |
| Ehrenpreis                     | Werner Herzog                                        |                                                                           |                   |
| VGF-Preis (Nachwuchsproduzent) | Helena Hufnagel                                      | Einmal bitte alles                                                        | 60.000            |

### 2018
Der 40. Bayerische Filmpreis wurde am 25. Januar 2019 im Prinzregententheater verliehen.
| Kategorie             | Preisträger                                                                                 | Film                                    | Preissumme (Euro) |
| --------------------- | ------------------------------------------------------------------------------------------- | --------------------------------------- | ----------------- |
| Produzent             | Robert Marciniak Florian Henckel von Donnersmarck, Max Wiedemann, Quirin Berg und Jan Mojto | Trautmann Werk ohne Autor               | je 100.000        |
| Darstellerin          | Marie Bäumer                                                                                | 3 Tage in Quiberon                      | 10.000            |
| Darsteller            | Alexander Scheer                                                                            | Gundermann                              | 10.000            |
| Nachwuchsdarstellerin | Svenja Jung                                                                                 | A Gschicht über d’Lieb                  | 5.000             |
| Nachwuchsdarsteller   | Max Hubacher                                                                                | Der Hauptmann                           | 5.000             |
| Regie                 | Caroline Link                                                                               | Der Junge muss an die frische Luft      | 10.000            |
| Nachwuchsregie        | Kerstin Polte                                                                               | Wer hat eigentlich die Liebe erfunden?  | 10.000            |
| Drehbuch              | Christian Petzold                                                                           | Transit                                 | 10.000            |
| Jugendfilm            | Aron Lehmann                                                                                | Das schönste Mädchen der Welt           | 10.000            |
| Dokumentarfilm        | Markus Imhoof                                                                               | Eldorado                                | 10.000            |
| Bildgestaltung        | Benedict Neuenfels                                                                          | Styx                                    | 10.000            |
| Publikumspreis        | Ed Herzog                                                                                   | Sauerkrautkoma                          |                   |
| Visuelle Effekte      | Frank Schlegel                                                                              | Jim Knopf und Lukas der Lokomotivführer | 10.000            |
| Sonderpreis           | Oliver Haffner                                                                              | Wackersdorf                             |                   |
| Ehrenpreis            | Roland Emmerich                                                                             |                                         |                   |

### 2019
Der 41. Bayerische Filmpreis wurde am 17. Januar 2020 im Prinzregententheater verliehen.
| Kategorie             | Preisträger                                                                           | Film                                  | Preissumme (Euro)  |
| --------------------- | ------------------------------------------------------------------------------------- | ------------------------------------- | ------------------ |
| Produzent             | Peter Hartwig, Jonas Weydemann und Jakob D. Weydemann Bora Dagtekin und Lena Schömann | Systemsprenger Das perfekte Geheimnis | je 100.000         |
| Darstellerin          | Anne Ratte-Polle                                                                      | Es gilt das gesprochene Wort          | 10.000             |
| Darsteller            | Bjarne Mädel Lars Eidinger                                                            | 25 km/h                               | teilen sich 10.000 |
| Nachwuchsdarstellerin | Luna Wedler                                                                           | Dem Horizont so nah Auerhaus          | 5.000              |
| Nachwuchsdarsteller   | Jan Bülow                                                                             | Lindenberg! Mach dein Ding            | 5.000              |
| Regie                 | Sherry Hormann                                                                        | Nur eine Frau                         | 10.000             |
| Nachwuchsregie        | Alireza Golafshan                                                                     | Die Goldfische                        | 10.000             |
| Drehbuch              | Fabian Hebestreit Martin Busker                                                       | Zoros Solo                            | 10.000             |
| Jugendfilm            | Fabian Maubach Jochen Laube                                                           | Als Hitler das rosa Kaninchen stahl   | 10.000             |
| Dokumentarfilm        | Janna Ji Wonders                                                                      | Walchensee Forever                    | 10.000             |
| Bildgestaltung        | Frank Lamm                                                                            | Deutschstunde                         | 10.000             |
| Publikumspreis        | Ed Herzog                                                                             | Leberkäsjunkie                        |                    |
| Ehrenpreis            | Heiner Lauterbach                                                                     |                                       |                    |
| Filmmusik             | Arash Safaian                                                                         | Lara                                  | 10.000             |
| Sonderpreis           | Philipp Stölzl                                                                        | Ich war noch niemals in New York      |                    |

### 2020
Der 42. Bayerische Filmpreis wurde am 28. April 2021 im Rahmen einer vorproduzierten BR-Fernsehsendung verliehen.
| Kategorie                    | Preisträger                                                   | Film                                            | Preissumme (Euro) |
| ---------------------------- | ------------------------------------------------------------- | ----------------------------------------------- | ----------------- |
| Regie                        | Julia von Heinz Tim Fehlbaum                                  | Und morgen die ganze Welt Tides                 | je 5.000          |
| Produktion                   | Tobias Walker und Philipp Worm                                | Schachnovelle                                   | je 100.000        |
| Darstellerin                 | Nilam Farooq                                                  | Contra                                          | 10.000            |
| Darsteller                   | Oliver Masucci                                                | Schachnovelle und Enfant Terrible               | 10.000            |
| Drehbuch                     | Michael Bully Herbig, Marcus H. Rosenmüller und Ulrich Limmer | Der Boandlkramer und die ewige Liebe            | 10.000            |
| Nachwuchsregie               | Leonie Krippendorff                                           | Kokon                                           | 10.000            |
| Nachwuchsdarstellerin        | Lena Urzendowsky                                              | Kokon                                           | 5.000             |
| Nachwuchsdarsteller          | Farba Dieng und Julius Nitschkoff                             | Toubab                                          | 5.000             |
| Kinderfilm                   | Christian Becker (Produzent)                                  | Jim Knopf und die Wilde 13                      | 10.000            |
| Dokumentarfilm               | Bettina Böhler (Regie)                                        | Schlingensief – In das Schweigen hineinschreien | 10.000            |
| Bildgestaltung               | Markus Förderer                                               | Tides                                           | 10.000            |
| Animationsfilm               | Dirk Beinhold (Produzent)                                     | Die Heinzels – Rückkehr der Heinzelmännchen     | 10.000            |
| Sonderpreis                  | Trixter München GmbH                                          | Die Känguru-Chroniken                           |                   |
| Ehrenpreis                   | Martina Gedeck                                                |                                                 |                   |
| Publikumsfilm des Jahrzehnts |                                                               | Leberkäsjunkie                                  |                   |

### 2021
Der 43. Bayerische Filmpreis wurde am 20. Mai 2022 im Prinzregententheater verliehen.
| Kategorie             | Preisträger                                                                                              | Film                                                     | Preissumme (Euro) |
| --------------------- | --- | -------------------------------------------------------- | ----------------- |
| Regie                 | Dominik Graf                                                                                             | Fabian oder Der Gang vor die Hunde                       |                   |
| Produktion            | Fritjof Hohagen, Stefan Sarazin und Peter Keller Sebastian Werninger, Herman Weigel und Christoph Müller | Nicht ganz koscher – Eine göttliche Komödie Stasikomödie |                   |
| Darstellerin          | Johanna Wokalek                                                                                          | Beckenrand Sheriff                                       |                   |
| Darsteller            | Albrecht Schuch                                                                                          | Lieber Thomas                                            |                   |
| Drehbuch              | Maria Schrader und Jan Schomburg                                                                         | Ich bin dein Mensch                                      |                   |
| Nachwuchsregie        | York-Fabian Raabe                                                                                        | Borga                                                    |                   |
| Nachwuchsdarstellerin | Sara Fazilat                                                                                             | Nico                                                     |                   |
| Nachwuchsdarsteller   | Emil von Schönfels und Mekyas Mulugeta                                                                   | Räuberhände                                              |                   |
| Kinderfilm            | Lars Montag (Produzent)                                                                                  | Träume sind wie wilde Tiger                              |                   |
| Dokumentarfilm        | Michael Kranz (Regie)                                                                                    | Was tun                                                  |                   |
| Bildgestaltung        | Hanno Lentz                                                                                              | Fabian oder Der Gang vor die Hunde                       |                   |
| Schnitt               | Maria Speth                                                                                              | Herr Bachmann und seine Klasse                           |                   |
| Ehrenpreis            | Sönke Wortmann                                                                                           |                                                          |                   |
| Publikumspreis        | Otto Waalkes, Julius Weckauf und Timm Oberwelland                                                        | Catweazle                                                |                   |

### 2022
Der 44. Bayerische Filmpreis wurde am 16. Juni 2023 im Prinzregententheater verliehen. Mit Blick auf die COVID-19-Pandemie sollte die Verlegung der bis 2020 im Januar stattfindenden Veranstaltung auf Juni mehr Planungssicherheit bringen.
| Kategorie                                | Preisträger                       | Film                               | Preissumme (Euro) |
| ---------------------------------------- | --------------------------------- | ---------------------------------- | ----------------- |
| Bestes Family-Entertainment              | Alexandra Kordes und Meike Kordes | Die Schule der magischen Tiere 2   |                   |
| Bester Film                              | Bombero International             | Rheingold                          |                   |
| Regie                                    | Frauke Finsterwalder              | Sisi & Ich                         |                   |
| Darstellerin                             | Anna Maria Mühe                   | Die Geschichte einer Familie       |                   |
| Darsteller                               | Florian David Fitz                | Oskars Kleid und Wochenendrebellen |                   |
| Drehbuch                                 | Felix Lobrecht und David Wnendt   | Sonne und Beton                    |                   |
| Nachwuchsregie                           | Sophie Linnenbaum                 | The Ordinaries                     |                   |
| Nachwuchs-Schauspielpreis                | Simon Morzé                       | Der Fuchs                          |                   |
| Nachwuchs-Drehbuchpreis                  | Alex Schaad und Dimitrij Schaad   | Aus meiner Haut                    |                   |
| Dokumentarfilm                           | Uli Decker                        | Anima – Die Kleider meines Vaters  |                   |
| Bildgestaltung                           | Jieun Yi                          | Sonne und Beton                    |                   |
| Ehrenpreis/Preis des Ministerpräsidenten | Michael Bully Herbig              |                                    |                   |

### 2023
Der 45. Bayerische Filmpreis wurde am 19. Januar 2024 im Prinzregententheater verliehen.
| Kategorie                                | Preisträger                     | Film                                                 | Preissumme (Euro) |
| ---------------------------------------- | ------------------------------- | ---------------------------------------------------- | ----------------- |
| Bestes Darstellerin                      | Hannah Herzsprung               | 15 Jahre                                             | 10.000            |
| Bester Darsteller                        | Stefan Gorski                   | Ein ganzes Leben                                     | 10.000            |
| Ehrenpreis/Preis des Ministerpräsidenten | Veronica Ferres                 |                                                      |                   |
| Family Entertainment                     | megaherz GmbH                   | Checker Tobi und die Reise zu den fliegenden Flüssen | 10.000            |
| Beste Nachwuchsdarstellerin              | Bayan Layla                     | Elaha                                                | 10.000            |
| Bester Nachwuchsdarsteller               | Tijan Njie und Elan Ben Ali     | Girl You Know It’s True                              | jeweils 5.000     |
| Kamerapreis                              | Daniel Gottschalk               | Home Sweet Home – Wo das Böse wohnt                  | 10.000            |
| Regiepreis                               | Alireza Golafshan               | Alles Fifty Fifty                                    | 10.000            |
| Newcomer-Regiepreis                      | Aylin Tezel                     | Falling into Place                                   | 10.000            |
| Dokumentarfilmpreis                      | Steffi Niederzoll               | Sieben Winter in Teheran                             | 10.000            |
| Drehbuchpreis                            | Martin Rauhaus                  | Weißt du noch                                        | 10.000            |
| Bester Film                              | Wiedemann & Berg Filmproduktion | Girl You Know It’s True                              | 100.000           |
| Nominierung Bester Film                  | Lucky Bird Pictures             | Die Mittagsfrau                                      | 50.000            |
| Nominierung Bester Film                  | Giganten Film                   | Rickerl – Musik is höchstens a Hobby                 | 50.000            |

### 2024
Der 46. Bayerische Filmpreis wurde am 24. Januar 2025 im Prinzregententheater verliehen.
| Kategorie                                | Preisträger                                                                | Film                                                     | Preissumme (Euro) |
| ---------------------------------------- | -------------------------------------------------------------------------- | -------------------------------------------------------- | ----------------- |
| Bestes Darstellerin                      | Jella Haase                                                                | Chantal im Märchenland                                   | 10.000            |
| Bester Darsteller                        | Christoph Maria Herbst                                                     | Der Buchspazierer, Der Spitzname und Ein Fest fürs Leben | 10.000            |
| Ehrenpreis/Preis des Ministerpräsidenten | Uschi Glas                                                                 |                                                          |                   |
| Family Entertainment                     | blue eyes Fiction                                                          | Woodwalkers                                              | 10.000            |
| Bester Nachwuchsfilm                     | Aaron Arens                                                                | Sonnenplätze                                             | 10.000            |
| Nachwuchsschauspiel                      | Maja Bons                                                                  | Die Akademie                                             | 10.000            |
| Bildgestaltung                           | Judith Kaufmann                                                            | Die Herrlichkeit des Lebens                              | 10.000            |
| Regiepreis                               | Ayşe Polat                                                                 | Im toten Winkel                                          | 10.000            |
| Newcomer-Regiepreis                      | Mareike Engelhardt                                                         | Rabia – Der verlorene Traum                              | 10.000            |
| Dokumentarfilmpreis                      | Moritz Riesewieck, Hans Block                                              | Eternal You – Vom Ende der Endlichkeit                   | 10.000            |
| Drehbuchpreis                            | Matthias Glasner                                                           | Sterben                                                  | 10.000            |
| Bester Film                              | Produktion: John Ira Palmer, Philipp Trauer, John Wildermuth, Thomas Wöbke | September 5 – The Day Terror Went Live                   | 100.000           |
| Nominierung Bester Film                  |                                                                            | The Outrun                                               | 50.000            |
| Nominierung Bester Film                  |                                                                            | Treasure – Familie ist ein fremdes Land                  | 50.000            |